# 埃蒂-奥萨
埃蒂-奥萨尼日利亚拉各斯州拉各斯区的一个曾经的地方政府辖区。现已被分为埃蒂-奥萨西部、埃蒂-奥萨东部两个辖区。在首都迁往阿布贾之前，埃蒂-奥萨是联邦政府所在地。埃蒂-奥萨的居民主要是约鲁巴人阿沃里部，也有来自该国北方的努佩人、冈巴里人。埃蒂-奥萨几乎没有什么工业，渔业、养殖和贸易是其主要产业。但由于它是尼日利亚旧都政府所在地，不少本国和跨国公司都在此设立分部。